# Poślizg (krystalografia)
Poślizg – jeden z mechanizmów odkształcenia plastycznego. Jest to przemieszczenie się jednej części kryształu względem drugiej po płaszczyźnie poślizgu.
Poślizg sztywny zachodzi na całej powierzchni kryształu, a poślizg dyslokacyjny przebiegający przy współudziale dyslokacji ruchliwych, przemieszczającej się w aktywnej części kryształu.